# Episparis fuscilinea
Episparis fuscilinea là một loài bướm đêm trong họ Erebidae.